# Липинская, Гражина
Гражи́на Липи́нская герба Гоздавы, псевдоним «Дану́та» (пол. Grażyna Lipińska, 12 апреля 1902 года — 30 ноября 1995 года, Варшава, Польша) — польский общественный деятель, военнослужащая Польских легионов, Союза вооружённой борьбы и Армии Крайовой, глава восточного отдела военной разведки Армии Крайовой, подполковник Войска Польского, педагог и химик, писательница.

## Биография
Гражина Липинская родилась 12 апреля 1902 года в семье Витольда Соколовского герба Гоздавы и Анны Марии Аурелии из Скарбкув. В 1912 году вместе с матерью и родственниками переехала в Мысленице и в 1918 году — во Львов, где начала обучаться в женской гимназии имени Юлиуша Словацкого. Во Львове вступила в Польскую военную организацию и принимала участие в обороне Львова в качестве санитарки. Участвовала в обороне Варшавы в 1920 году и служила санитаркой в госпитале под Краковом.
Обучалась на химическом факультете Ягеллонского университета. В 1921 году перевала обучение, чтобы участвовать в Силезском восстании. Позднее обучалась на химическом факультете Варшавского политехнического университета, по окончании которого в 1928 году получила диплом. До 1935 года занималась педагогической деятельностью, одновременно обучаясь в Варшавском педагогическом институте, где защитила научную степень доктора педагогики. С 1935 года была директором профессионального училища в Гродно.
После начала Второй мировой войны стала комендантом социальной службы и участвовала в обороне Гродно от советских войск. После взятия советскими войсками Гродно была арестована и отправлена в Минск. Сбежав из заключения, Гражина Липинская прибыла в Варшаву, где вступила в Союз вооружённой борьбы и позднее стала военнослужащей Армии Крайовой.
Во время немецкой оккупации Гражина Липинская занималась подпольной образовательной деятельностью. В январе 1942 года отправилась на Восточные Кресы, где занимала должность главы восточного отдела службы разведки Армии Крайовой. В 1944 году была арестована НКВД и обвинена в шпионской деятельности в пользу Великобритании и принадлежности к Армии Крайовой. В 1956 году была освобождена из советского лагеря в Воркуте. Возвратившись в Варшаву, стала работать в Главной библиотеке Варшавского технологического университета, где проработала до выхода на пенсию.
Была номинирована на звание бригадного генерала.
Гражина Липинская написала книгу воспоминаний «Jeśli zapomnę o nich ..».
Скончалась 30 ноября 1995 года и была похоронена в Варшаве на Служевском кладбище.

## Награды
- Рыцарский крест ордена Virtuti Militari;
- Командорский крест со звездой ордена Возрождения Польши;
- Рыцарский крест ордена Возрождения Польши;
- Партизанский крест;
- Крест Храбрых;
- Крест Армии Крайовой;
- Медаль в честь 10-летия обретения независимости;

## Память
- Именем Гражины Липинской назван читальный зал Главной библиотеки Варшавского технологического университета.

## Источник
- Załącznik do Uchwały Senatu PW nr 202/XLVI/27.06.2007